# Antolin (Łódź)
Pour les articles homonymes, voir Antolin.
Antolin est une localité polonaise de la gmina de Budziszewice, située dans le powiat de Tomaszów Mazowiecki en voïvodie de Łódź.